# Raphaël Poirée
Raphaël Poirée (Rives, 9 augustus 1974) is de meest succesvolle Franse biatleet. Hij werd acht keer wereldkampioen, behaalde 44 wereldbekeroverwinningen, stond in totaal meer dan 100 keer op het podium en behaalde viermaal de eindwinst in de wereldbeker. Hij is daarmee na Ole Einar Bjørndalen de meest succesvolle biatleet in de Wereldbeker.
Raphaël Poirée is militair van beroep, hij is sinds 27 mei 2000 gehuwd met voormalig Noors biatlete Liv Grete Skjelbreid. Het koppel heeft drie dochters Emma (°27/01/2003), Anna (°10/01/2007) en Léna (°11/10/2008).
In 2004 lukte dit echtpaar de unieke prestatie op om de wereldkampioenschappen in Oberhof zeven van de tien beschikbare wereldtitels te winnen, en ook nog een zilveren en een bronzen medaille mee naar huis te nemen.
Hij behaalde zijn laatste wereldtitel op de 20km Individueel tijdens de WK in het Italiaanse Antholz, hij kondigde na zijn overwinning aan na de wereldbeker in Oslo een punt te zetten achter zijn carrière om meer tijd te kunnen doorbrengen met zijn gezin.
Bij die voorlaatste wereldbeker van het seizoen in Oslo-Holmenkollen leek het nakende afscheid hem echt vleugels te geven, winst in de 10km sprint, een tweede plaats in de achtervolging en in zijn allerlaatste race, de 20 kilometer massastart moest hij het pas in de sprint afleggen tegen Ole Einar Bjørndalen, de fotofinish viel net in zijn nadeel uit. En zo sloot Raphaël Poirée zijn geweldige biatloncarrière op het hoogste niveau af.
Dat hij na de wedstrijd in Oslo nog kans had om de wereldbeker te winnen deed hem niet op zijn besluit terugkeren, hij vierde daarmee zijn afscheid in zijn tweede thuisland Noorwegen.

## Belangrijkste resultaten

### Wereldkampioenschappen

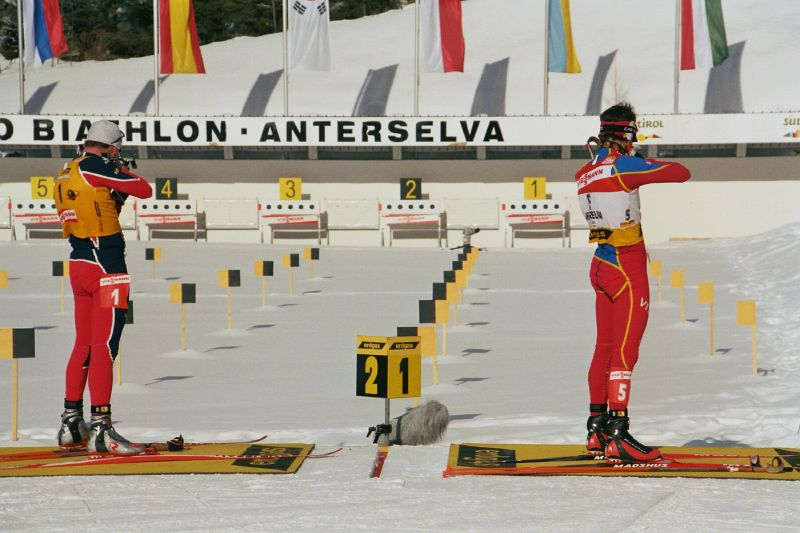
Poirée in 2007

| Jaar | Plaats                        | Resultaten |
| ---- | ----------------------------- | --- |
| 1996 | Ruhpolding                    | 63ste 20km Individueel 23ste 10km Sprint 5de 4x7,5km Estafette                                                                                           |
| 1997 | Osrblie                       | 14de 20km Individueel 59ste 10km Sprint 5de 4x7,5km Estafette                                                                                            |
| 1998 | Pokljuka                      | 12,5km Achtervolging |
| 1999 | Kontiolahti¹ Holmenkollen²    | 19de 20km Individueel² 26ste 10km Sprint¹ 11de 12,5km Achtervolging¹ 9de 15km Massastart² 12de 4x7,5km Estafette¹                                        |
| 2000 | Holmenkollen¹ Lahti²          | 4de 20km Individueel¹ · 6de 10km Sprint¹ · 12,5km Achtervolging¹ · 15km Massastart¹ · 10de 4x7,5km Estafette²                                            |
| 2001 | Pokljuka                      | 37ste 20km Individueel · 7de 10km Sprint · 12,5km Achtervolging · 15km Massastart · 4x7,5km Estafette                                                    |
| 2002 | Holmenkollen                  | 15km Massastart |
| 2003 | Chanty-Mansiejsk              | 7de 20km Individueel · DNF 10km Sprint · 15km Massastart · 13de 4x7,5km Estafette                                                                        |
| 2004 | Oberhof                       | 20km Individueel · 10km Sprint · 12,5km Achtervolging · 15km Massastart · 4x7,5km Estafette                                                              |
| 2005 | Hochfilzen¹ Chanty-Mansiejsk² | 8ste 20km Individueel¹ · 13de 10km Sprint¹ · 9de 12,5km Achtervolging¹ · 15km Massastart¹ · 5de 4x7,5km Estafette¹ · 6de 2x6+2x7,5km Gemengde Estafette² |
| 2006 | Pokljuka                      | 2x6+2x7,5km Gemengde Estafette |
| 2007 | Antholz                       | 20km Individueel · 8ste 10km Sprint · 6de 12,5km Achtervolging · 15km Massastart · 2x6+2x7,5km Gemengde Estafette                                        |

### Olympische Spelen
| Jaar | Plaats         | Resultaten |
| ---- | -------------- | --- |
| 1998 | Nagano         | 22ste 20km Individueel DNF 10km Sprint 7de 4x7,5km Estafette                                                   |
| 2002 | Salt Lake City | 10de 20km Individueel · 9de 10km Sprint · 12,5km Achtervolging · 4x7,5km Estafette                             |
| 2006 | Turijn         | 20ste 20km Individueel · 9de 10km Sprint · DNF 12,5km Achtervolging · 12de 15km Massastart · 4x7,5km Estafette |

### Wereldbeker
Eindklasseringen
| Seizoen   | Algemeen | Individueel | Sprint | Achtervolging | Massastart |
| --------- | -------- | ----------- | ------ | ------------- | ---------- |
| 1995/1996 | 17e      |             |        |               |            |
| 1996/1997 | -        |             |        |               |            |
| 1997/1998 | 5e       |             |        |               |            |
| 1998/1999 | 5e       |             |        |               |            |
| 1999/2000 | Goud     |             |        |               |            |
| 2000/2001 | Goud     |             |        |               |            |
| 2001/2002 | Goud     |             |        |               |            |
| 2002/2003 | 4e       |             |        |               |            |
| 2003/2004 | Goud     |             |        |               |            |
| 2004/2005 | Brons    |             |        |               |            |
| 2005/2006 | Zilver   |             |        |               |            |
| 2006/2007 | Brons    |             |        |               |            |

## Medaillespiegel
| Toernooi                 | goud | zilver | brons | totaal |
| ------------------------ | ---- | ------ | ----- | ------ |
| Olympische Spelen        | 0    | 1      | 2     | 3      |
| Wereldkampioenschappen   | 8    | 1      | 7     | 16     |
| Wereldbekeroverwinningen | 44   | 39     | 20    | 103    |
| Wereldbeker eindzeges    | 4    | 2      | 3     | 9      |